# Černobilska nesreča
Černobilska nesreča se je zgodila 26. aprila 1986 v jedrski elektrarni Černobil pri Pripjatu v Ukrajini (takrat del Sovjetske zveze) ob eksploziji jedrskega reaktorja. To je najhujša nesreča v zgodovini jedrske energije. Zaradi odsotnosti zaščitne reaktorske zgradbe so se radioaktivni delci razširili preko zahodne Sovjetske zveze, vzhodne Evrope, Skandinavije, Velike Britanije in vzhodnega dela ZDA. Velika območja Ukrajine, Belorusije in Rusije so bila kontaminirana, kar je povzročilo evakuacijo in preselitev približno 300.000 ljudi. Približno 60 % radioaktivnega prahu se je odložilo v Belorusiji. 
Nesreča je sprožila bojazni o varnosti sovjetske jedrske energetike ter za vrsto let upočasnila njeno širjenje, s tem pa prisilila sovjetsko vlado, da je postala manj skrivnostna. Sedaj samostojne države Rusija, Ukrajina in Belorusija so bile obremenjene z velikimi in naraščajočimi stroški dekontaminacije ter zdravstvene oskrbe zaradi černobilske nesreče. Zaradi prikrivanja podatkov takratnih sovjetskih oblasti je zelo težko natančno oceniti število žrtev zaradi dogodkov v Černobilu. Seznami so le delni, saj so sovjetske oblasti kasneje prepovedale zdravnikom navajati »sevanje« kot vzrok smrti na mrliških listih. Vendar pa se večina pričakovanih smrti sploh še ni dogodila, predvsem pri rakavih obolenjih, zato jih bo težko pripisati tej nesreči. Poročilo Združenih narodov iz leta 2005 navaja 56 neposrednih smrti: 47 delavcev ob nesreči in 9 otrok z rakom ščitnice, ocenjeno pa je, da naj bi umrlo do 9000 ljudi zaradi dolgotrajnih bolezni, povezanih z nesrečo .
To poročilo pa je v nasprotju s poročilom Svetovne zdravstvene organizacije iz leta 1998, ki je naštelo 212 mrtvih izmed 72.000 »likvidatorjev« (od približno 600.000) in poročilom Mednarodnega združenja zdravnikov za preprečitev jedrske vojne (IPPNW) (ki so leta 1986 dobili Nobelovo nagrado za mir), kjer so našteli več deset tisoč mrtvih med likvidatorji.

## Ozadje

### Elektrarna
Jedrska elektrarna Černobil ( 51°23′14″N, 30°06′41″E) se nahaja pri mestu Pripjat v Ukrajini, 18 km severozahodno od mesta Černobil in 16 km od meje med Ukrajino in Belorusijo ter okoli 110 km severno od Kijeva. Elektrarna je imela štiri jedrske reaktorje s po 1 GW električne moči (3,2 gigavata toplotne moči), vsi štirje pa so lahko v obdobju nesreče pokrili približno 10 % ukrajinskih potreb po električni energiji. Gradnja elektrarne se je pričela v 70. letih 20. stoletja. Reaktor št. 1 je pričel z obratovanjem leta 1977, sledili pa so še reaktor št. 2 (1978), št. 3 (1981) in št. 4 (1983). Ob času nesreče sta bila v gradnji še reaktorja številka 5 in številka 6 z enako močjo kot ostali štirje reaktorji.
Štirje reaktorji so bili zasnove tipa RBMK-1000, ki danes velja za zastarelega in nevarnega.

### Varnostni test
Leta 1983 si je direktor elektrarne Viktor Brjuhanov zamislil varnostni preizkus, ki bi bil povezan z ustvarjanjem zadostne količine električne energije za napajanje varnostnih sistemov reaktorja (še posebej črpalk za vodo), če bi kdaj prišlo do izgube zunanjega vira elektrike. Glavni inženir elektrarne Nikolaj Fomin je sodeloval pri ustvarjanju varnostnega preizkusa in ga podprl. 31. decembra istega leta je bil izdan dokument, ki je odobril izvajanjanje testa. Prvič je bil test izveden sredi leta 1984, pri tem pa je pokazal, da vzbujevalna napetost turbinskega generatorja ni zadostna; po izklopu turbine ni ohranil želenega magnetnega polja. Električni sistem je bil spremenjen in test so ponovno izvedli leta 1985, vendar se je spet izkazal za neuspešnega. Konec leta 1985 je bil test izveden še tretjič, vendar je dal ponovno negativne rezultate. Ponovno izvajanje testa je bilo premeščeno in načrtovano spomladi 1986.
25. aprila 1986 je bil reaktor 4 zaustavljen zaradi rednega vzdrževanja. Odločili so, da bodo ob tej priložnosti izvedli varnostni test in izvajanje testa premestili na 14.15, a je bil kmalu prekinjen, ko je upravljavec elektroenergetskega omrežja v Kijevu zahteval preložitev nadaljnjega zmanjšanja proizvodnje v Černobilu, saj je bila električna energija potrebna za zadostitev največjega večernega povpraševanja. Popoldne tega dne so se v Pripjatu na sestanku zbrali direktor elektrarne Brjuhanov, glavni inženir Fomin in njegov namestnik Anatolij Djatlov, kjer so se dogovarjali za nov čas izvajanja testa. Brjuhanov je hotel varnostni test izvesti čim prej, da bi ga tako po več kot treh letih dokončno opravili. Fomin in Djatlov sta oba potrdila, da je izvajanje testa varno in enako menila, da je treba test čim prej izvesti. Djatlov se je odločil, da se bo zvečer vrnil v elektrarno in nadzoroval test ter obljubil, da bo test tokrat dokončno opravljen.
Ob 23.04 je kijevski nadzornik omrežja dovolil nadaljevanje zaustavitve reaktorja. Ta zamuda je imela nekaj resnih posledic: dnevna izmena je že zdavnaj odšla, večerna izmena se je prav tako pripravljala na odhod, nočna izmena pa je začela delovati šele ob polnoči. Po načrtu bi moral biti test končan v dnevni izmeni, nočna izmena pa bi morala vzdrževati le propadajoče sisteme za toplotno hlajenje v sicer zaprti napravi.

## Nesreča

### Izvajanje preizkusa
Anatolij Djatlov je v kontrolno sobo reaktorja 4 prispel 26. aprila ob 00.20. Nočna izmena je imela malo časa za pripravo in izvajanje testa. Vodja nočne izmene je bil Aleksander Akimov, ki je služboval pod vodstvom Djatlova, Leonid Toptunov pa operater, odgovoren za obratovalni režim reaktorja, vključno z gibanjem krmilnih palic. Toptunov je bil mlad inženir, ki je približno štiri mesece samostojno delal kot višji inženir.
Priprave na izvajanje testa so se začele ob 26. aprila ob 00.23. Ko so skušali znižati moč na 700 MW, je zaradi zastrupitve reaktorske sredice s ksenonom moč pričela nenačrtovano padati in se je na koncu ustavila pri le 30 MW toplotne moči. Ob takšni situaciji so varnostna pravila narekovala zaustavitev reaktorja za 24 ur in večina inženirjev nočne izmene je vedela, da to ni varno in so zavrnili nadaljevanje izvajanja testa, vendar jih je Djatlov preglasil in vztrajal pri izvedbi varnostnega testa, saj je hotel tokrat dokončno izvesti test. Odločili so se pospešiti preizkus in so dvignili energetsko proizvodnjo na samo 200 MW, kar pa je bilo za omenjeni preizkus premalo. Da bi zaobšli težave z absorpcijo nevtronov, ki jih je povzročal nevtronski strup ksenon-135, so iz reaktorja izvlekli več nadzornih palic, kot so dovoljevala varnostna pravila. Pri tem so izključili tudi regulacijo moči reaktorja.
Kot rezultat tega so inženirji ob 1.05 vključili dodatne črpalke za vodo, ki naj bi jih gnale turbinski generator. Ob 1.19 se je vodni tok povečal. Ker voda prav tako absorbira nevtron, je dodan pritok vode narekoval dodatno odstranjevanje ročnih nadzornih palic, pri tem pa so nastale zelo nestabilne in nevarne razmere.
Izvajanje varnostnega testa se je začelo ob 1:23:04. Nestabilno stanje reaktorja ni bilo na noben način prikazano na nadzornih ploščah, verjetno pa se tudi nihče od reaktorske ekipe ni zavedal nevarnosti. Črpalkam za vodo je bil prekinjen električni dovod, ko pa jih je poganjal vztrajnostni moment turbinskega generatorja, se je pretok vode zmanjšal. Turbina je bila odklopljena od reaktorja, pri čemer se je povečala količina pare v reaktorski sredici. Ker se je hladilo segrevalo, so se v ceveh začeli pojavljati žepi pare. Zasnova reaktorja RMBK v Černobilu, ki za moderacijo uporablja grafit, ima velik pozitivni koeficient izpraznitve, kar pomeni, da se moč reaktorja naglo poveča, kadar primanjkuje vode, ki absorbira nevtrone. V tem stanju je reaktor postal zelo nestabilen in nevaren.

### Eksplozija
Ob 1:23:40 je Aleksander Akimov pritisnil na gumb AZ-5 (»аварийная защита« – preprečitev nesreče), ki je sprožil popolno zaustavitev jedrskega reaktorja z vstavitvijo vseh nadzornih palic v reaktorsko sredico, vključno z neprevidno odvzetimi ročnimi palicami. Ali je bilo to storjeno zaradi nenadnega naraščanja moči reaktorja ali rutinsko zaradi zaključenega poskusa, ni jasno (reaktor bi sicer morali zaustaviti zaradi vzdrževanja). Najbolj pogosta razlaga je, da naj bi bila popolna zaustavitev ukazana kot odziv na nepričakovano hitro naraščanje energije.
Zaradi počasnega mehanizma za vstavljanje nadzornih palic (vstavljanje traja 18–20 sekund), grafitnih konic palic in začasne odstranitve hladila, je zaustavitev reaktorja povzročila praktično trenutno povečanje hitrosti reakcije. Povečanje proizvodnje energije je povzročilo deformacije kanalov za nadzorne palice. Zato so se palice zataknile pri eni tretjini poti in niso mogle ustaviti reakcije. Ob 1:23:47 je reaktorska moč poskočila na 30 GW, kar je desetkrat več od običajne proizvodnje energije. Gorivne palice so se pričele taliti, pritisk pare pa je naglo narasel. Ob 1:23:53 je prišlo do velike parne eksplozije, ki je prebila in uničila zgornji 1000-tonski biološki ščit reaktorja, zlomila hladilne cevi in nato prebila strop strehe. Tej eksploziji je sledila še druga, močnejša eksplozija, ki je domnevno nastala zaradi prekinitve vodnega pretoka po prvi eksploziji. Ta eksplozija je povzročila izmet delov grafita, iz katerih je bila sestavljena sredica reaktorja, in izpostavila večji del sredice, vroči deli grafita pa so povzročili tudi požar strehe tretjega bloka, ki je bila v nasprotju z varnostnimi predpisi prekrita z bitumnom.
Po mnenju očividcev izven elektrarne so povedali, da so goreče kepe materiala in iskre zletele v zrak nad reaktorjem 4. Nekateri so padli na streho strojnice in zanetili ogenj. Zaradi poškodbe stavbe je bil zaradi visoke temperature jedra vzpostavljen zračni tok skozi jedro. Zrak je vžgal vroč grafit in sprožil grafitni ogenj. Po večji eksploziji je več zaposlenih v elektrarni odšlo ven, da bi si bolj jasno ogledalo obseg škode. Eden takih preživelih, inženir Aleksander Juvčenko, pripoveduje, da je, ko je stopil ven in pogledal proti reaktorski dvorani, zagledal zelo lep lasersko podoben žarek modre svetlobe, ki ga je povzročil žarek ioniziranega zraka, ki se je zdel poplavil v neskončnost".

## Vzroki
O vzroku nesreče obstajata dve nasprotujoči si uradni razlagi. Prva je bila objavljena avgusta 1986 in je okrivila izključno upravljavce v jedrski elektrarni. Druga razlaga je bila objavljena leta 1991 in je krivdo pripisala zasnovi reaktorja RBMK, predvsem nadzornim palicam. Na obe komisiji so močno pritiskale različne skupine, med drugim snovalci reaktorja, osebje elektrarne Černobil in vlada. Nekateri neodvisni strokovnjaki menijo, da ni povsem pravilna nobena od razlag.
Eden od pomembnih faktorjev, ki so prispevali k nesreči, je bil tudi, da upravljavci niso bili obveščeni o težavah z reaktorjem. Po izjavi enega od njih, Anatolija Djatlova, so snovalci reaktorja vedeli, da je pri določenih pogojih nevaren in da je tudi na drugih reaktorjih tega tipa prišlo do težav, vendar podatki o tem niso bili širše znani. Poleg tega večina upravljavcev elektrarne ni bila kvalificirana za delo na reaktorjih RBMK.
Posebej so bila izpostavljena tudi naslednja dejstva:
- Reaktor je imel nevarno velik pozitivni koeficient izpraznitve. To pomeni, da se jedrske reakcije pospešijo, če se v reaktorski hladilni vodi začnejo tvoriti mehurčki pare, kar lahko vodi do nekontrolirane reakcije, če ni ustreznega posredovanja. Poleg tega pri nizki izhodni električni moči pozitivni koeficient izpraznitve ni bil nadomeščen z drugimi sredstvi, zaradi česar je bil reaktor nestabilen in nevaren. Da je bil reaktor nevaren ob nizki moči, je bilo nekoliko nesmiselno in neznano upravljavski ekipi.
- Bolj opazna pomanjkljivost reaktorja je bila zasnova nadzornih palic. V jedrskem reaktorju se nadzorne palice vstavijo v reaktor, da se verižna reakcija upočasni. V reaktorju RMBK so bili konci nadzornih palic iz grafita, podaljški (zaključni deli nad konci palic v dolžini enega metra) pa so bili votli in zapolnjeni z vodo. Glavni in najbolj funkcionalen del nadzornih palic, ki absorbira nevtrone in s tem upočasnjuje reakcijo pa je bil narejen iz borovega karbida.
- V prvih trenutkih, ko so nadzorne palice takšne zasnove vstavljene v reaktor, je bilo hladilo zamenjano z grafitnimi konci. Hladilo (voda), ki je nevtronski absorber, je bilo zamenjano z grafitom, ki pa je nevtronski moderator in pospešuje jedrske reakcije, namesto da bi jih upočasnil. Zato se v prvih sekundah po aktivaciji nadzornih palic hitrost jedrske reakcije poveča, namesto da bi se zmanjšala. Takšno delovanje je prav tako nekoliko nesmiselno in ga upravljavci reaktorja niso poznali, čeprav so na nekaterih drugih reaktorjih tega tipa ta pojav sicer zaznali, vendar mu niso posvečali posebne pozornosti.
- Upravljavci so bili neprevidni in niso upoštevali postopkov vodenja elektrarne, delno tudi zaradi nepoznavanja pomanjkljivosti zasnove reaktorja RBMK. K nesreči so botrovale tudi nekatere nepravilnosti v postopkih. Ena od teh je bila slaba komunikacija med varnostnimi uslužbenci in upravljavci, ki so v noči nesreče vodili poizkus.

Pomemben podatek je tudi, da so upravljavci izklopili precej varnostnih sistemov reaktorja, kar je bilo po tehničnih navodilih elektrarne prepovedano.
Po poročilu vladne komisije, objavljenem avgusta 1986, so upravljavci iz sredice reaktorja odstranili vsaj 204 od 211 nadzornih palic. Tako je ostalo le sedem palic, tehnična navodila pa so prepovedovala delovanje reaktorja RBMK-1000 z manj kot 15 palicami znotraj območja sredice jedrskega reaktorja. Januarja 1993 je Mednarodna agencija za jedrsko energijo izdala znova pregledano analizo černobilske nesreče, kjer je bil glavni vzrok nesreče pripisan zasnovi reaktorja in ne napaki upravljavcev. Analiza agencije iz leta 1986 je za glavno vzrok nesreče krivila dejanja upravljalcev.

## Takojšnje ravnanje ob nesreči
Stanje po nesreči je bilo poslabšano še zaradi nepripravljenosti krajevnih oblasti in pomanjkanja ustrezne opreme. Vsi dozimetri v četrti reaktorski stavbi, razen dveh, so imeli omejitve do enega milirentgena na sekundo. Ostala dva sta imela omejitev pri 1000 R/s, vendar pa je bil eden nedostopen zaradi eksplozije, drugi pa se je pokvaril ob vključitvi. Zato je lahko ekipa v reaktorski stavbi le ocenila, da so stopnje sevanja v večjem delu reaktorske stavbe preko 4 R/h (prave vrednosti so bile okoli 20.000 rentgenov na uro v nekaterih območjih, smrtna raven pa je okoli 500 rentgenov v petih urah).
Tako je šef reaktorske ekipe Akimov ocenil, da je reaktor nepoškodovan. Kosi grafita in reaktorskega goriva, ki so ležali naokoli, so bili prezrti, odčitki novega dozimetra, ki je bil prinesen okoli 4:30 po krajevnem času, pa niso bili upoštevani, češ da je novi dozimeter pokvarjen. Akimov je s svojo ekipo ostal v reaktorski stavbi do jutra, ker so poskušali načrpati vodo v reaktor. Nihče od njih ni nosil zaščitne opreme. Večina od ekipe, vključno z Akimovom, je umrla zaradi izpostavljenosti radioaktivnemu sevanju v treh tednih po nesreči.
Kmalu po nesreči so na kraj prišli gasilci iz elektrarne in iz bližnjega Pripjata, da bi pogasili ogenj. Nihče jim ni povedal, kako radioaktivni so dim in razbitine. Ogenj je bil pogašen okoli 5. ure zjutraj, pri tem pa je veliko gasilcev prejelo zelo visoke stopnje sevanja. Vladni komite Valerij Legasov, ki naj bi preiskal nesrečo, je v Černobil prispel zvečer 26. aprila. Do takrat sta že umrla dva človeka (inženirja Valerij Hodemčuk in Vladimir Šašenok), 52 pa jih je bilo prepeljanih v bolnišnico. V noči na 27. april – več kot 24 ur po nesreči – je komite Legasov spoznal, da je prišlo do uničenja reaktorja, saj so dobili dovolj dokazov o zelo visoki stopnji radioaktivnega sevanja in mnogih primerov izpostavljenosti sevanju. Tako je komite ukazal evakuacijo bližnjega mesta Pripjat. Da bi zmanjšali prtljago, so prebivalcem povedali, da bo evakuacija začasna in naj bi trajala približno tri dni. Tako mesto Pripjat še vedno vsebuje osebne predmete, ki ne smejo biti premaknjeni zaradi sevanja. Gasilci, ki so sodelovali v gašenju požara (po poročanju BBC-jeve televizijske serije »Witness« (Priča)), so v izjavah pred svojo smrtjo opisali svoje izkušnje s sevanjem. Eden od njih je sevanje opisal kot »okus po kovini« in občutek mravljincev po celotnem obrazu. Zaradi velike onesnaženosti radioaktivnosti na območju elektrarne so bili reaktorji 1, 2 in 3 v elektrarni začasno zaustavljeni.  
Požar reaktorske sredice so pričeli gasiti iz zraka z odmetavanjem zmesi peska in bora s pomočjo vojaških helikopterjev. To je sicer pogasilo požar, vendar pa se je preostanek reaktorske sredice še naprej segreval.
Voda, ki je bila kar najhitreje črpana v reaktorsko zgradbo v jalovem poskusu gašenja ognja, je stekla iz tal reaktorja v prostor pod njimi. Težava pri tem je bila, da je tleče gorivo in drug material začelo uničevati tla, stanje pa je poslabšalo še metanje materiala iz helikopterjev, kar je delovalo kot talilna peč, saj so se temperature zaradi tega še višale. Če bi ta material prišel v stik z vodo, bi lahko prišlo do parne eksplozije, ki bi bila hujša od eksplozije samega reaktorja, zaradi tega pa po ocenah v krogu s polmerom več sto kilometrov ne bi bilo možno bivanje vsaj naslednjih 100 let.
Da bi to preprečili, je sovjetska vlada poslala čistilno ekipo likvidatorjev in drugih delavcev. Trije elektrarniški delavci, ki so se javili prostovoljno, so bili poslani v klet, da bi odprli ventil za izpust radioaktivne vode in tako preprečili parno eksplozijo. Z izpustom vode so rešili milijone ljudi, kljub izpostavljenosti smrtonosni dozi sevanja pa so vsi trije preživeli (mnogo virov sicer zmotno navaja, da so vsi umrli kmalu po izpolnitvi naloge).
Največjo nevarnost pa je še vedno predstavljal visokoradioaktivni material znotraj ostankov reaktorja 4 in na strehi reaktorja 3 kamor jih je vrgla sila eksplozije. Za čiščenje radioaktivnih materialov na strehi reaktorja 3 so sprva uporabljali daljinsko vodene robote, ki pa so se zaradi močnega sevanja kmalu pokvarili. Zato je veliko večino čiščenja opravilo približno 5000 vojakov likvidatorjev, ki so v težki zaščitni opremi ročno počistili radioaktivne ostanke v okolici. Zaradi močnega sevanja je vsak od njih lahko delal le 90 sekund, preden se je zaradi varnosti moral umakniti. Veliko likvidatorjev je delalo tudi v okolici elektrarne, kjer so skrbeli za dekontaminacijo in odstranjevanje kontaminirane zemlje ter dreves. 20. maja 1986 so ob reaktorju 4 pričeli graditi velik betonski sarkofag, ki ga je gradilo približno 250.000 delavcev, da bi zaščitili reaktor in njegove ostanke. Sarkofag je bil dokončan 7. novembra istega leta, pri tem pa so ponovno zagnali reaktorje 1, 2 in 3.
Veliko vozil, ki so jih uporabljali likvidatorji, do danes ostaja v černobilskem izključitvenem območju.

## Posledice nesreče

### Takojšne posledice
Zaradi eksplozije je nastal radioaktiven oblak, ki so ga vetrovi raznesli prek Rusije, Belorusije in Ukrajine, pa tudi preko evropskega dela Turčije, Moldavije, Litve, Švedske, Norveške, Avstrije, Češke in Slovaške, Slovenije, Švice, Nemčije, Italije, Francije in Velike Britanije. 
Dejansko so prvi dokazi o velikem izpustu radioaktivnih snovi prišli s Švedske in ne iz sovjetskih virov. 27. aprila so pri delavcih jedrske elektrarne Forsmark (približno 1100 km oddaljene od Černobila) našli radioaktivne delce na oblačilih. Ko so ugotovili, da težava ni v njihovi jedrski elektrarni, so dokazi vodili do resne jedrske težave v zahodni Sovjetski zvezi in šele po grožnji s prijavo na IAEA so sovjetske oblasti priznale in razkrile nesrečo. Francija je po razkritju trdila, da se je radioaktivni oblak ustavil na italijanski meji. Zato francoske oblasti niso ukrepale, da bi pomirile strahove prebivalstva. V Italiji in tudi nekaterih drugih državah so prepovedali uživanje nekaterih vrst hrane (predvsem gob).
Kontaminacija zaradi černobilske nesreče v okolici ni bila enakomerno razporejena zaradi različnih vremenskih razmer. Poročila sovjetskih in zahodnih znanstvenikov kažejo, da je Belorusija prejela okoli 60 % skupne kontaminacije bivše Sovjetske zveze. Kontaminirano je bilo tudi veliko območje Rusije južno od Brjanska in deli severozahodne Ukrajine.
Takoj je bilo hospitaliziranih 203 ljudi, od katerih jih je 31 umrlo (28 zaradi akutne izpostavljenosti sevanju). Večina od teh so bili gasilci in delavci, ki so poskušali obvladati nesrečo, vendar pa niso bili dobro seznanjeni o nevarnostih izpostavljanju radioaktivnemu sevanju. Iz območja je bilo evakuiranih 150.000 ljudi, tudi 50.000 ljudi iz bližnjega mesta Pripjat. 
Ob nesreči mesto Pripjat ni bilo takoj evakuirano. Meščani so se v zgodnjih jutranjih urah ob 1.23 po lokalnem času lotili svojih običajnih poslov, popolnoma pozabljeni na to, kar se je pravkar zgodilo. Vendar je v nekaj urah po eksploziji na ducate ljudi zbolelo. Pozneje so poročali o močnih glavobolih in kovinskih okusih v ustih ter nenadzorovanih napadih kašlja in bruhanja. Ker so elektrarno vodile oblasti v Moskvi, ukrajinska vlada ni prejela takojšnjih informacij o nesreči.

27. aprila ob 11.00 so v Pripjat prispeli avtobusi, da bi začeli evakuacijo. Ob 14.00 se je evakuacija mesta začela in do 15.00 je bil ves Pripjat prazen. Ob evakuaciji so Sovjetske oblasti prebivalce Pripjata obvestile, da bo to trajalo začasno, največ tri dni, kar se je pa na koncu spremenilo v trajno. Ob evakuaciji je bilo rečeno sledeče:
Za pozornost prebivalcev Pripjata! Mestni svet vas obvešča, da se zaradi nesreče v Černobilski elektrarni v mestu Pripjat radioaktivne razmere v bližini poslabšujejo. Komunistična partija, njeni uradniki in obrožene sile sprejemajo potrebne ukrepe za boj proti temu. Kljub temu, da bi bili ljudje čim bolj zdravi, pri čemer so otroci na prvem mestu, moramo začasno evakuirati državljane v najbližjih mestih regije Kijeva. Iz teh razlogov bo od 27. aprila 1986 do 14. ure vsak blok lahko imel na razpolago avtobus, ki ga bodo nadzorovali policija in mestne oblasti. Zelo priporočljivo je, da za vsak slučaj s seboj vzamete dokumente, nekatere življensk pomembne stvari in določeno količino hrane. Vodstveni delavci javnih in industrijskih objektov v mestu so se odločili za seznam zaposlenih, ki bi morali ostati v Pripjatu, da bi te objekte vzdrževali v dobrem stanju. Vse hiše bo v času evakuacije varovala policija. Tovariši, začasno zapustite prebivališča, preverite ali ste ugasnili luči, električno opremo in vodo ter zaprli okna. Prosim bodite mirni in urejeni v postopku te kratkotrajne evakuacije.
Zdravstveni strokovnjaki so ocenili, da se bo v naslednjih 70 letih za 2 % dvignila stopnja obolelih za rakom in to pri večini prebivalstva, ki je bila izpostavljena 5 do 12 EBq radioaktivne kontaminacije. Sovjetski znanstveniki so sporočili, da se je v černobilskem reaktorju št. 4 nahajalo okoli 180 do 190 ton uranovega dioksida in cepitvenih produktov. Ocene o izpuščenem materialu se gibljejo med 5 in 30 odstotki, vendar pa nekateri likvidatorji, ki so se nahajali znotraj sarkofaga in reaktorske lupine, pravijo, da znotraj ni ostalo več kot 5–10 % goriva. Dejansko fotografije reaktorske lupine kažejo, da je ta popolnoma prazna. Zaradi visokih temperatur ognja je bilo visoko v ozračje izpuščenega veliko goriva, kjer se je nato razširilo, saj ni bilo varnostne zgradbe, ki bi izpust preprečila.
Delavci, ki so bili vpleteni v čiščenje in obnovo po nesreči (znani kot likvidatorji), so prejeli visoke količine sevanja. Po sovjetskih ocenah je v čiščenju evakuacijskega območja v radiju 30 km okoli žarišča sodelovalo med 300.000 in 600.000 likvidatorjev, veliko od njih pa je v območje prišlo dve leti po nesreči.
Nekateri otroci v kontaminiranih področjih so prejeli visoke količine sevanja, vse do 50 grayev (Gy), zaradi vnosa radioaktivnega joda-131, kratkoživega izotopa z razpolovnim časom 8 dni in to zaradi krajevno pridelanega kontaminiranega mleka. Več študij v Belorusiji, Ukrajini in Rusiji je pokazalo, da je močno naraslo število primerov raka na ščitnici pri otrocih. Do sedaj je naraščanje primerov levkemije nezaznavno, vendar naj bi bilo to vidno v naslednjih letih z večjo pogostostjo drugih vrst raka, kar pa statistično ne bo razvidno.

## Primerjava z drugimi nesrečami
V letih, odkar se jedrska energija uporablja za vojaške in civilne namene, se je zgodilo več lažjih jedrskih nesreč in nesreč s prekomernim sevanjem, vendar pa nobena ni imela takega obsega kot černobilska katastrofa. Pred aprilom 1986 sta bili najhujši civilni jedrski nesreči ogenj v reaktorju Windscale 10. oktobra 1957 blizu Sellafielda v Angliji ter stalitev sredice 28. marca 1979 na Otoku Treh milj v ZDA. Druge nesreče s civilnimi reaktorji in smrtnimi žrtvami so se zgodile v Buenos Airesu, Argentina (23. september 1983, en mrtev ) in v tovarni za predelavo jedrskega goriva v japonski Tokaimurai 30. septembra 1999 (en mrtev zaradi sevanja še isto leto in drugi mrtev v naslednjem letu ). Zgodilo se je tudi več vojaških jedrskih nesreč.
Černobilska nesreča se lahko primerja z Bhopalsko nesrečo. 31. decembra 1984 je iz tovarne v Bhopalu v Indiji ušlo v okolico 40 ton toksičnega plina metilni izocianat (MIC). Zaradi tega je umrlo vsaj 15.000 ljudi, ranjenih pa je bilo med 150.000 in 600.000 ljudi. Primerljiva je tudi jedrska nesreča v elektrarni Fukušima-Daiči leta 2011 na Japonskem.
Druge nesreče z visokim številom žrtev so bile:
- Johnstownska poplava leta 1889, 2209 mrtvih.
- Veliki londonski smog leta 1952, London, Anglija, okoli 12.000 mrtvih.
- Jez Banqiao na Kitajskem leta 1975, okoli 171.000 mrtvih.

## Černobil po nesreči
Težave v Černobilu se niso končale z uničenjem reaktorja št. 4. Poškodovani reaktor je bil hermetično zaprt, med mesto nesreče in upravne zgradbe pa je bilo vlitih 200 metrov betona. Ukrajinska vlada je zaradi pomanjkanja energije v državi dopustila nadaljnje obratovanje preostalih treh reaktorjev. V reaktorju št. 2 je leta 1991 izbruhnil požar. Oblasti so ugotovile, da je reaktor preveč poškodovan, in ga zaprle. Reaktor št. 1 je prenehal z obratovanjem novembra 1996 na podlagi sporazuma ukrajinske vlade in mednarodnih organizacij, kot je Mednarodna agencija za jedrsko energijo. 15. decembra 2000 je ukrajinski predsednik Leonid Kučma na uradni slovesnosti ob 13:17 osebno ugasnil reaktor št. 3, s tem pa je obstala celotna elektrarna.

### Potreba po bodočih popravilih
Sarkofag ni učinkovit trajni ovoj za uničen reaktor. Njegova nagla izgradnja, marsikje narejena z daljinsko vodenimi industrijskimi roboti, ni bila dobra, zato je na nekaterih mestih pričel propadati. Po ocenah graditeljev je bila načrtovana življenjska doba sarkofaga le 20-30 let, saj ni bil mišljen kot trajna zaščita. Če bi se sarkofag podrl, bi se sprostil še en oblak radioaktivnega prahu, čeprav bi bila takšna nesreča lokalna in ne bi ogrozila večjega dela Evrope, kot ga je prejšnja. Sarkofag je tako poškodovan, da bi že majhen potres ali pa močan veter lahko podrl streho. Tako je nastalo veliko različnih načrtov za izgradnjo bolj trajnega ovoja.
Po uradnih ocenah je okoli 95 % goriva (približno 180 ton) ob času nesreče ostalo znotraj zgradbe. Skupna radioaktivnost je znašala skoraj 18 milijonov curiev (670 petabecquerelov). Radioaktivni material je sestavljen iz delov sredice, prahu in lavi podobnih materialov, ki vsebujejo gorivo, ti pa so tekli skozi uničeno reaktorsko zgradbo do strditve v keramično obliko. Po konzervativnih ocenah je znotraj sedanje zaščitne zgradbe vsaj štiri tone radioaktivnega prahu. Novejše ocene pa so postavile pod vprašaj prejšnje trditve o količini preostalega goriva v reaktorju. Po nekaterih ocenah naj bi bilo v reaktorju skupno samo 70 % prvotne količine goriva, četudi Mednarodna agencija za jedrsko energijo vztraja, da je bilo med eksplozijo izgubljenega manj kot 5 % goriva. Nekateri likvidatorji pa ocenjujejo, da je v sarkofagu od goriva ostalo samo 5–10 % prvotne količine.
Zaradi dotrajane strehe je v sarkofag tekla voda in tako razširjala radioaktivne materiale po uničeni reaktorski zgradbi in mogoče tudi v podtalnico. Klet reaktorske zgradbe se počasi polni z vodo, ki je kontaminirana z jedrskim gorivom in velja za visokoradioaktiven odpadek. Z nekaterimi deli so bile popravljene najbolj očitne luknje v strehi.
Sarkofag, ki sicer ni zrakotesen, se je večkrat ogreva kot pa ohlaja. Zaradi tega narašča vlaga znotraj stavbe. Visoka vlaga v stavbi pospešuje propadanje betona in jekla znotraj sarkofaga.
Tudi prah postaja vse bolj pereč problem znotraj stavbe. Radioaktivni delci različnih velikosti, večinoma podobne zgradbe kot pepel, predstavljajo večji del razbitin znotraj stavbe. Konvekcijski tokovi v kombinaciji s povečanim vdorom svežega zraka vse bolj mešajo zrak v notranjosti in dvigajo delce prahu znotraj stavbe. Namestitev filtrirnega sistema leta 2001 je stanje izboljšala.

### Posledice nadaljnjega propadanja
Trenutna zaščitna stavba je zgrajena nad ruševinami reaktorske zgradbe. Dva »mamutska nosilca«, ki podpirata streho, sta naslonjena na strukturalno oslabljen zahodni zid reaktorske zgradbe, ki je bil poškodovan v nesreči. Če bi se ta zid podrl, s tem pa tudi streha zaščitne stavbe, bi se neposredno v ozračje sprostila velika količina radioaktivnega prahu in delcev, kar bi povzročilo uničujoče sproščanje sevanja v okolico.
Še ena grožnja za zaščitno zgradbo je betonski blok, ki oblikuje »gornji biološki ščit« in je pred nesrečo počival nad reaktorjem. Ta betonski blok je med eksplozijo vrglo v zrak in sedaj počiva 15 stopinj od navpičnice. Položaj gornjega biološkega ščita velja za nevarnega, saj ga podpirajo samo ruševine. Zrušenje tega ščita bi dodatno poslabšalo stanje prahu v zaščitni stavbi, nekaj radioaktivnega materiala pa bi verjetno ušlo na plano ali celo poškodovalo samo zaščitno stavbo.
Sarkofag ni bil zasnovan za to, da bi zdržal 100.000 let, ki so potrebna, da se radioaktivnost znotraj reaktorja 4 zmanjša na neškodljivo raven, temveč so njegovo življenjsko dobo ob izgradnji ocenili le na 20–30 let. Današnje zasnove nove zaščitne stavbe imajo življenjsko dobo 100 let, kar pa je le malenkost proti življenjski dobi radioaktivnih materialov znotraj reaktorja. Izgradnja trajnega sarkofaga, ki bi neprodušno zaprl ostanke reaktorja št. 4, bo predstavljala velik izziv inženirjem prihodnjih generacij.

## Sklad za Černobil in načrt za izgradnjo novega sarkofaga
Sklad za Černobil je bil ustanovljen leta 1997 na Denverskem vrhu skupine G8, da bi tako ustanovili sklad za izgradnjo novega sarkofaga. Načrt za izgradnjo novega sarkofaga kliče po preoblikovanju mesta v ekološko varne razmere s stabilizacijo trenutnega sarkofaga, čemur bi sledila izgradnja novega. Prvotne ocene stroškov so bile 768 milijonov ameriških dolarjev. Načrt upravlja konzorcij iz podjetij Bechtel, Battelle in Electricité de France. Idejna zasnova nove zaščitne stavbe predvideva premikajoč se lok, zgrajen izven trenutne zaščitne stavbe, da se gradnja izogne visokemu sevanju. Ta lok naj bi bil nato premaknjen nad obstoječ sarkofag. To bo največja premikajoča se struktura, zgrajena do zdaj, končana pa naj bila v letu 2008. Razpon loka meri 270 metrov, višina 100 metrov in dolžina 150 metrov.

### Zamenjava sarkofaga
17. septembra 2007 je bilo objavljeno, da bo zgrajena nova jeklena konstrukcija, ki bo zamenjala stari in na hitro zgrajeni betonski sarkofag, ki trenutno varuje poškodovani reaktor. Projekt, financiran s pomočjo mednarodnega sklada pod vodstvom Evropske banke za obnovo in razvoj, bo načrtoval in zgradil francoski konzorcij Novarka (z udeležbo podjetij Bouygues SA in Vinci SA). Novarka bo zgradila ogromno jekleno stavbo v obliki loka – 190 metrov široko in 200 metrov dolgo, da bo prekrila razpadajoči sarkofag, ki je trenutno v uporabi. Predvideno je eno leto za načrtovanje in še dve leti za zgraditev. Predvideni stroški gradnje jeklene konstrukcije so ocenjeni na milijardo evrov.
Druga pogodba pa je bila sklenjena z ameriškim podjetjem Holtec, ki bo v zaprtem območju zgradilo skladišče radioaktivnih odpadkov, ki ga je proizvedel Černobil.
28. marca 2012 so iz urada ukrajinskega predsednika Viktorja Janukoviča sporočili, da bodo nov jeklen sarkofag nad reaktorjem jedrske elektrarne v Černobilu začeli graditi 26. aprila 2012, ob 26. obletnici najhujše jedrske nesreče v zgodovini človeštva. "Potrebna sredstva so na voljo in dela potekajo v skladu s časovnico," je povedal Anton Usov, predstavnik Evropske banke za obnovo in razvoj (EBRD), ki naj bi v veliki meri financirala 1,5 milijarde evrov vreden projekt. Zaradi številnih zamud so nov sarkofag izdelali in namestili šele konec leta 2018, nova struktura pa naj bi omogočila tudi postopno rušenje starega sarkofaga v notranjosti.